# Fábrica Nacional de Motores
Fábrica Nacional de Motores (FNM) – były brazylijski producent silników i pojazdów, z siedzibą w Xerém, dzielnicy miasta Duque de Caxias w stanie Rio de Janeiro.
Przedsiębiorstwo zostało utworzone w 1938 roku, w ramach programu prezydenta Getúlio Dornelles Vargasa. Był to jeden z kilku projektów uruchomionych w tym okresie, mających na celu rozbudowę sektora przemysłowego w Brazylii. Początkowo firma produkowała silniki lotnicze American Curtiss-Wright na zamówienie USA. Po wojnie w zakładach FNM remontowano silniki lotnicze oraz produkowano lodówki, rowery i wrzeciona.

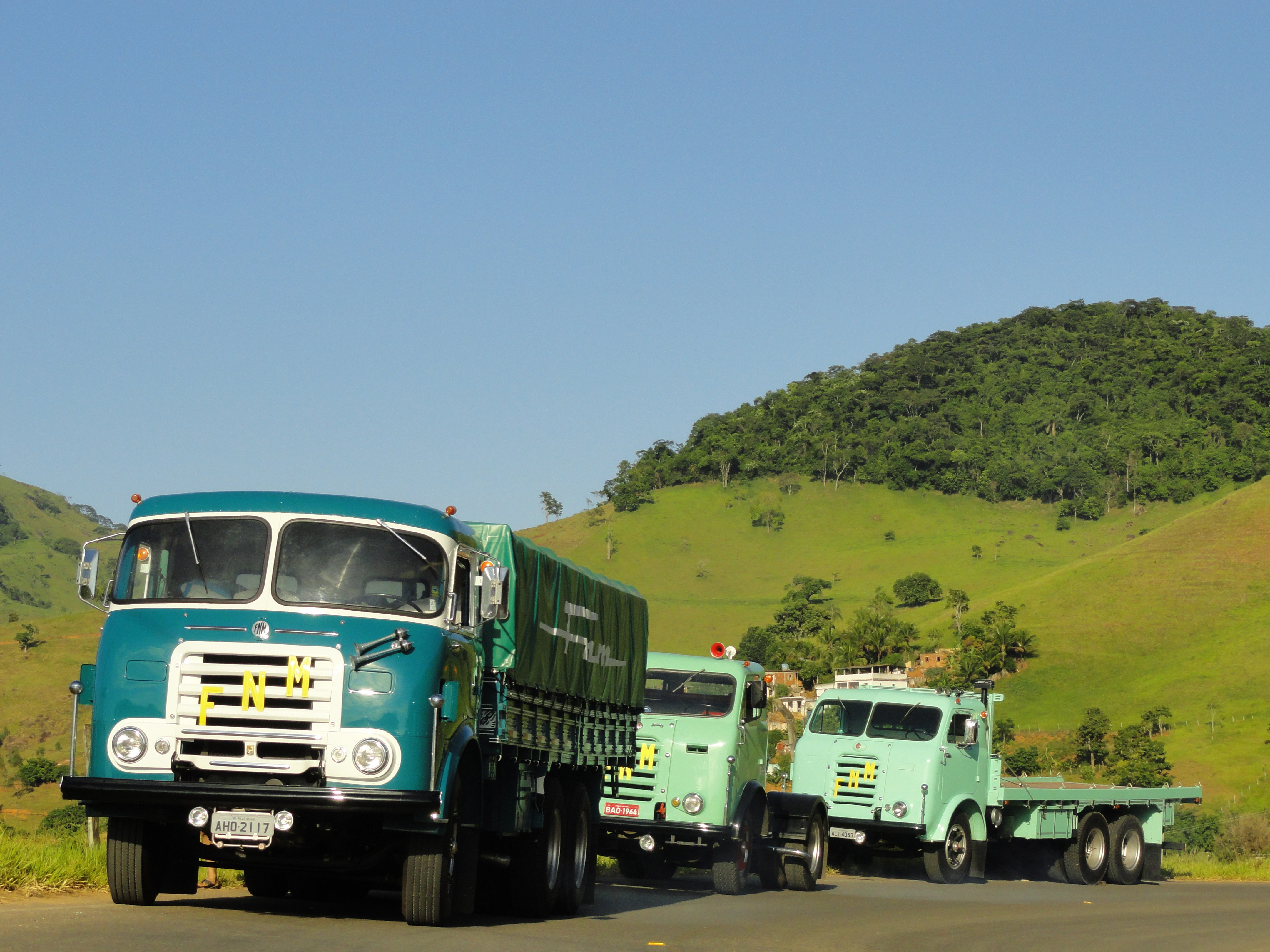
FNM D-11.000

Po drugiej wojnie światowej zdecydowano się na dywersyfikację produkcji. W styczniu 1949 r. osiągnięto porozumienie z włoskim producentem, Isotta Fraschini, w ramach którego FNM rozpoczęło produkcję ciężkich ciężarówek Isotta Fraschini D80 na podstawie licencji. Włoski producent zapewnił oprzyrządowanie niezbędne do wytwarzanie swoich modeli. FNM D-7300 był pierwszą ciężarówką, jaka masowo zjeżdżała z brazylijskich linii produkcyjnych. Pojazd napędzany był silnikiem wysokoprężnym i osiągał ładowność do 7,5 tony. Wraz z bankructwem tej firmy w 1951 roku, negocjacje pomiędzy rządami Włoch i Brazylii doprowadziły w 1950 roku do podjęcia współpracy FNM z Alfa Romeo. Podobnie jak FNM, Alfa Romeo było przedsiębiorstwem państwowym. Na mocy licencji, zakłady FNM podjęły produkcję włoskich ciężarówek. Pierwsze wyprodukowane pojazdy to D-9500. W 1958 roku został wprowadzony model D-11.000. Była to ciężka ciężarówka, która stała się sławna dzięki charakterystycznemu brzmieniu aluminiowego, sześciocylindrowego silnika wysokoprężnego. W brazylijskim sektorze ciężarówek FNM dominował do wczesnych lat 70..
Alfa Romeo wstrzymało produkcję ciężarówek w 1967 r. Dział Alfa Romeo Veicoli Industriali znalazł się pod kontrolą Fiata. Rok później FNM zostało sprywatyzowane i sprzedane Alfie Romeo, która w podobnym czasie uzyskała suwerenność.
W 1972 roku pojawiła się nowa ciężarówka, FNM 180. Różniła się od starszego D-11 000 nowoczesną konstrukcją kabiny. Na jego podstawie utworzono FNM 210.
Samochody ciężarowe FNM były produkowane pod własną marką do 1978 roku.

## Samochody osobowe
W połowie lat pięćdziesiątych powołano spółkę Fábrica Brasileira de Automóveis Alfa – w skrócie Fabral S.A. (pl. „Brazylijska Fabryka Samochodów Alfa”). Współpraca Alfy Romeo i brazylijskiego inwestora Matarazzo, miała na celu rozpoczęcie produkcji Alfy Romeo 2000 – Tipo 102 / B („B” – Brazylia). Samochód miał być budowany w Jacareí (stan São Paulo). Matarazzo wycofał się w 1958 r, uznając produkcję większych osobowych samochodów w biednej Brazylii za nieopłacalną. Z inicjatywy ówczesnego prezydenta, Juscelino Kubitscheka, FNM przejął projekt. Zmianie uległa też decyzja o lokalizacji produkcji. Pojazdy osobowe budowano w Xerém,. W 1960 roku powstał pierwszy samochód osobowy z logo FNM – FNM 2000 JK, brazylijska wersja wspomnianej wcześniej Alfy Romeo 2000. Czterodrzwiowa limuzyna napędzana była osłabionym silnikiem jej włoskiego odpowiednika. Był to zdecydowanie najbardziej luksusowy i najdroższy samochód zbudowany w Brazylii w tym okresie. Oznaczenie „JK” nadawano na cześć prezydenta Kubitscheka, który przysłużył się rozwoju krajowego przemysłu samochodowego.

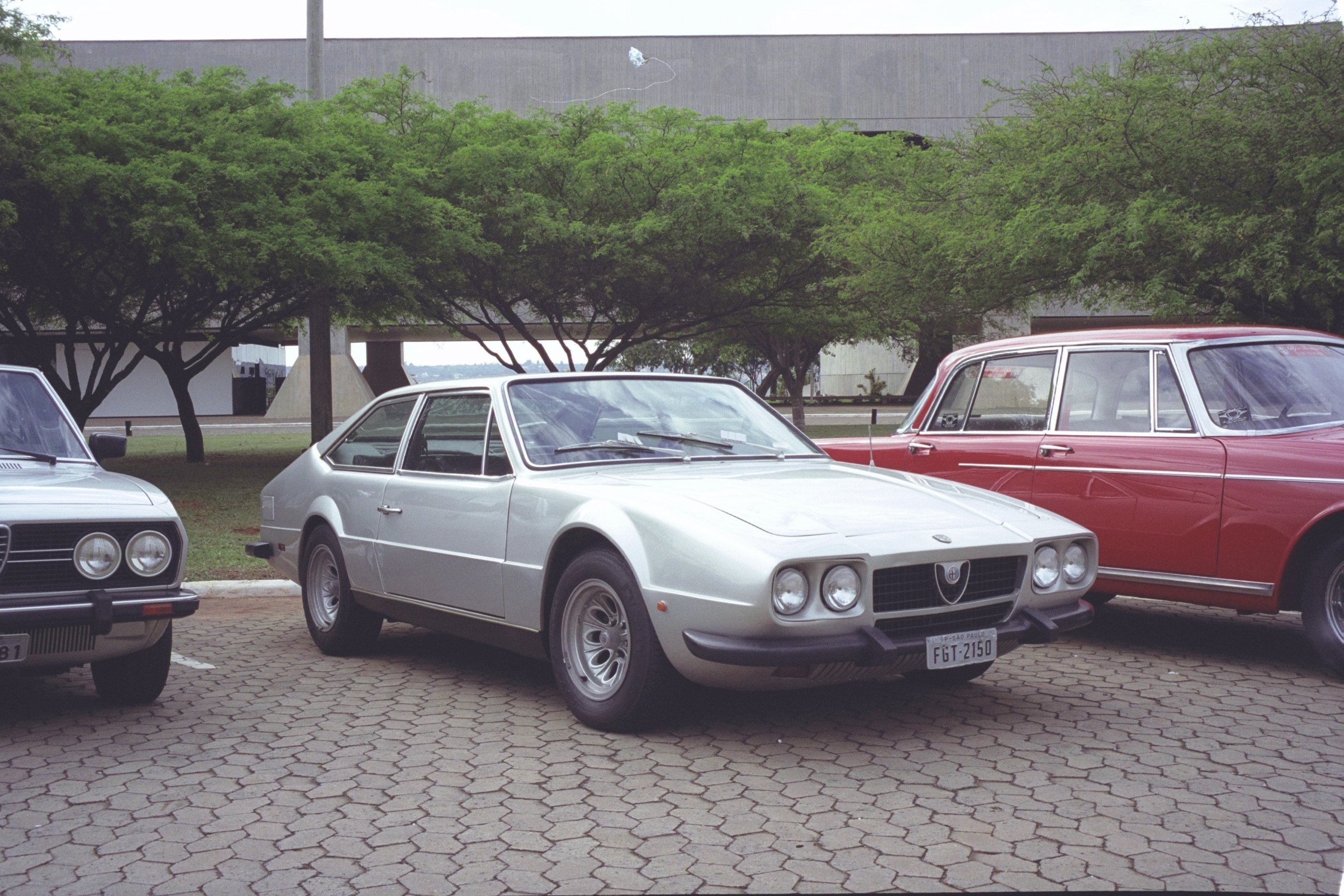
Fúria GT

Od 1966 roku oferowano również coupe FNM Onça. Pojazd nie przypominał żadnej z konstrukcji Alfa Romeo, lokalnie zaprojektowane auto, z dachem typu hardtop, przypominało Forda Mustanga. Tymczasem w pojeździe FNM 2000 pojawiły się mocniejsze wersje, zmieniano też stylizację. W 1969 roku powstał następca – FNM 2150 – który różnił się od poprzednika głównie większym silnikiem.
W 1971 roku zaprezentowano publiczności kolejny samochód sportowy. Pojazd został zaprojektowany przez Brazylijczyka, Toniego Bianco, który stworzył modne nadwozie typu fastback. Samochód o nazwie Fúria GT 2150 został oparty na podwoziu i mechanice modelu FNM 2150 JK. Powstało tylko kilka ręcznie zbudowanych egzemplarzy. Bianco rozpoczął później tworzenie niezależnych, sportowych pojazdów.
Dział pojazdów ciężarowych FNM został sprzedany oddziałowi Fiata, Veicoli Industriali, w roku 1973. Alfa Romeo nadal kontrolowała działalność FNM w branży samochodów osobowych, wprowadzając w 1974 roku Alfę Romeo 2300, która zastąpiła FNM 2150. Tym samym porzucone zostało nazewnictwo FNM na pojazdach. Stylizację nowego samochodu zaczerpnięto z Alfetty, zaprojektowanej przez Giuseppe Scarnati. Brazylijska limuzyna była jednak znacznie większa niż Alfetta. Z powodu niezadowalających wyników sprzedaży dużej Alfy Romeo Alfa 6, w 1981 roku model 2300 przez krótki czas oferowano na rynku niemieckim, pod nazwą Alfa Romeo Rio i dystrybuowana przez Alfa Romeo Germany. Model ten produkowano do listopada 1986.
W 1988 roku dział samochodowy FNM został przeniesiony do koncernu Iveco, który zaczął montować pojazdy Fiat Ducato oraz Iveco Daily w Xerém. Tym samym marka FNM przestała istnieć.